# 4-methoxymethamfetamine
4-methoxymethamfetamine of para-methoxy-N-methylamphetamine (PMMA) is een organische verbinding met als brutoformule C11H17NO. Het is een stimulerende drug die soms als vervuiling wordt aangetroffen in XTC-tabletten. Commercieel wordt de stof als hydrochloride in oplossing verkocht. PMMA is een derivaat van 4-methoxyamfetamine.